# Patrick Yazbek
Patrick Yazbek (Liverpool, 5 aprile 2002) è un calciatore australiano, centrocampista del Nashville.

## Biografia
Nato in Australia, Yazbek è di origini libanesi. Tifoso del Sydney FC, ha studiato alla Holy Spirit Catholic Primary School di Carnes Hill e al Clancy Catholic College di West Hoxton. Nel 2021 ha frequentato l'Università del Nuovo Galles del Sud.

## Carriera

### Club
Yazbek ha cominciato a giocare a calcio all'età di tre anni, nell'Austral. Nel 2010 è entrato a far parte dello "Skill Acquisition Program" del Football NSW. Successivamente ha giocato, a livello giovanile, per i Marconi Stallions, il Sydney United, i Western Sydney Wanderers ed il Sydney FC.
Aggregato alla prima squadra del Sydney FC, ha collezionato alcune presenze in panchina nell'A-League 2020-2021. Il 20 luglio 2021, è stato reso noto che Yazbek aveva firmato un contratto giovanile con il club. Il 24 novembre 2021 ha quindi debuttato in prima squadra, schierato titolare nella vittoria esterna per 2-4 maturata sul campo del Sydney Olympic. Il 12 dicembre 2021 ha esordito in A-League, subentrando a Bobô nella sconfitta per 2-0 subita in casa dei Central Coast Mariners.
L'8 marzo 2022 ha giocato la prima partita nell'AFC Champions League, seppure nei turni preliminari: ha sostituito Paulo Retre nella vittoria per 5-0 sul Kaya. Il 12 marzo 2022 ha siglato la prima rete nel campionato australiano, con cui ha contribuito alla vittoria per 0-2 in casa del Perth Glory.
Il 2 febbraio 2023, i norvegesi del Viking hanno reso noto l'ingaggio di Yazbek: il trasferimento sarebbe stato ratificato a partire dal 20 febbraio, quando il giocatore si sarebbe aggregato al ritiro prestagionale della squadra in Algarve.

### Nazionale
Yazbek ha rappresentato l'Australia under 23 a partire dalle qualificazioni alla Coppa d'Asia AFC Under-23 2022. Ha giocato entrambe le partite contro l'Indonesia ad ottobre 2021, aiutando la sua squadra a raggiungere le fasi finali del torneo. In questa manifestazione, Yazbek ha giocato 6 partite, con l'Australia che ha chiuso al quarto posto finale, dopo aver perso la finale per il terzo posto contro il Giappone.
Il 26 marzo 2024 esordisce in nazionale maggiore nel successo per 5-0 contro il Libano.

## Statistiche

### Presenze e reti nei club
Statistiche aggiornate al 20 febbraio 2023.
| Stagione         | Club             | Campionato       | Campionato | Campionato | Coppe nazionali | Coppe nazionali | Coppe nazionali | Coppe continentali | Coppe continentali | Coppe continentali | Supercoppe | Supercoppe | Supercoppe | Totale | Totale |
| Stagione         | Club             | Comp             | Pres       | Reti       | Comp            | Pres            | Reti            | Comp               | Pres               | Reti               | Comp       | Pres       | Reti       | Pres   | Reti   |
| ---------------- | ---------------- | ---------------- | ---------- | ---------- | --------------- | --------------- | --------------- | ------------------ | ------------------ | ------------------ | ---------- | ---------- | ---------- | ------ | ------ |
| 2020-2021        | Sydney FC        | AL               | 0          | 0          | FFACup          | 0               | 0               | -                  | -                  | -                  | -          | -          | -          | 0      | 0      |
| 2021-2022        | Sydney FC        | AL               | 14         | 1          | FFACup          | 4               | 0               | -                  | -                  | -                  | -          | -          | -          | 18     | 1      |
| 2022-feb. 2023   | Sydney FC        | AL               | 14         | 0          | FFACup          | 3               | 0               | ACL                | 7                  | 0                  | -          | -          | -          | 24     | 0      |
| Totale Sydney FC | Totale Sydney FC | Totale Sydney FC | 28         | 1          |                 | 7               | 0               |                    | 7                  | 0                  |            | -          | -          | 42     | 1      |
| 2023             | Viking           | ES               | 26         | 2          | CN+CN           | 2+2             | 0               | -                  | -                  | -                  | -          | -          | -          | 30     | 2      |
| gen.-lug. 2024   | Viking           | ES               | 13         | 0          | CN              | 2               | 0               | -                  | -                  | -                  | -          | -          | -          | 15     | 0      |
| Totale Viking    | Totale Viking    | Totale Viking    | 39         | 2          |                 | 6               | 0               |                    | -                  | -                  |            | -          | -          | 45     | 2      |
| Totale           | Totale           | Totale           | 67         | 3          |                 | 13              | 0               |                    | 7                  | 0                  |            | -          | -          | 87     | 3      |